# Julia den Ældre
Julia den Ældre (30. oktober 39 f.Kr. – 14 e.Kr.), kendt i sin samtid som Julia Caesaris filia eller Julia Augusti filia (klassisk latin: IVLIA•CAESARIS•FILIA eller IVLIA•AVGVSTI•FILIA ), var datter og eneste biologisk barn af Augustus, den første romerske kejser, og hans anden hustru, Scribonia. Julia var også stedsøster og anden hustru til kejser Tiberius; mormor til kejser Caligula og kejserinde Agrippina den Yngre; kejser Claudius' svigermor; og kejser Neros oldemor på moderens side. Hendes tilnavn "den Ældre" skelner hende fra hendes datter, Julia den Yngre.

## Liv

### Tidlige liv
Da Julia blev fødsel i 39 f.Kr. havde Augustus endnu ikke modtaget titlen "Augustus" og var kendt som "Gaius Julius Caesar Divi Filius", dog omtaler historikere ham som "Octavian" indtil 27 f.Kr., da Julia var 11 år gammel. Octavian blev skilt fra Julias mor på dagen hun blev født og tog Julia fra sin mor kort derefter. Octavian krævede i overensstemmelse med romersk skik fuldstændig forældremyndighed over hende. Hun kom til at bo hos sin stedmor Livia, og da hun var gammel nok blev hun undervist i at være en adelsdame. Hendes uddannelse ser ud til at have været streng og noget gammeldags. Derfor blev hun ud over sine studier, beretter Sveton, undervist i at spinde og væve. Macrobius nævner "hendes kærlighed til litteratur og betydelig kultur, noget, der var let at finde i den husstand".
Julias sociale liv var stærkt kontrolleret, og hun fik kun lov til at tale med folk, som hendes far havde godkendt. Octavian havde dog stor kærlighed til sin datter og sørgede for, at hun fik stillet de bedste lærere til rådighed. Macrobius har nedskrevet denne bemærkning fra Augustus: "Der er to egensindige døtre, som jeg må finde mig i: det romerske rige og Julia."
I 37 f.Kr., i Julias tidlige barndom, indgik Octavians venner Gaius Mæcenas og Marcus Vipsanius Agrippa en aftale med Octavians store rival Marcus Antonius. Den blev beseglet med en forlovelse: Antonius' tiårige søn Marcus Antonius Antyllus skulle giftes med Julia, på det tidspunkt to år gammel.
Forlovelsen endte aldrig i ægteskab, fordi borgerkrigen brød ud. I 31 f.Kr., i Slaget ved Actium, besejrede Octavian og Agrippa Antonius og Kleopatra. I Alexandria begik det besejrede par begge selvmord, og Octavian blev enehersker over Romerriget.

### Første ægteskab
Som med datidens fleste aristokratiske romerske kvinder, lå forventningerne til Julia på at indgå et ægteskab for at knytte alliancer. Desuden ønskede Augustus et mandligt afkom. Som hans eneste levende barn, ville det være Julias pligt være at give sin far børnebørn, som han kunne adoptere som sine arvinger.
I 25 f.Kr., i en alder af fjorten år, blev Julia gift med sin fætter Marcellus, søn af hendes fars søster Octavia, som var omkring tre år ældre end hende. Augustus var ikke selv til stede til brylluppet, da han kæmpede i Spanien og var blevet syg. I stedet gav han Agrippa opgaven med at præsidere over ceremonien og afholde festen i hans fravær.
Beslutningen om at gifte Marcellus med Julia, og derefter Augustus' valg om at ophøje Marcellus til pontifikatet, blev opfattet som et tegn på, at han ville blive Augustus' efterfølger, trods hans unge alder. Dette satte ham gjorde ham til en modstander for Agrippa, som, folk mente, ville modsætte sig Marcellus' magtovertagelse. Den tilsyneladende begunstigelse af Marcellus er angiveligt det, der fik Agrippa til at trække sig tilbage til Mytilene i Grækenland.
Marcellus døde dog i september 23 f.Kr., da Julia var seksten år gammel. I ægteskabet fødtes ingen børn.

### Ægteskab med Agrippa
I 21 f.Kr., efter at være fyldt 18 år, blev Julia gift med Agrippa, en mand af beskeden familie, der var steget i rækkerne og blevet Augustus' mest betroede general og ven. Dette skridt siges til dels at være taget efter råd fra Mæcenas, som i sin rådgivning til Augustus bemærkede: "Du har gjort ham så stor, at han enten skal blive din svigersøn eller blive dræbt." Agrippa var næsten 25 år ældre end hende, og det var et typisk arrangeret ægteskab, hvor Julia fungerede som en brik i sin fars dynastiske planer. Der er fra denne periode en beretning om utroskab med en vis Sempronius Gracchus, som Julia angiveligt havde en varig forbindelse med (Tacitus beskriver ham som "en vedholdende elsker"). Dette var det første af en række påståede utroskabsbrud. Ifølge Sveton forhindrede Julias ægteskabelige status hende ikke i at få en lidenskab for Augustus' stedsøn, og dermed hendes stedbror, Tiberius, som det rygtedes af mange.
De nygifte boede i en villa i Rom, der siden er blevet udgravet i nærheden af dagens Farnesina i Trastevere. I Agrippa og Julias ægteskab fødtes fem børn: Gaius Cæsar, Julia den Yngre, Lucius Cæsar, Agrippina den Ældre (mor til Caligula ) og Agrippa Postumus (en posthum søn). Fra juni 20 f.Kr. til foråret 18 f.Kr. var Agrippa guvernør i Gallien, og det er sandsynligt, at Julia fulgte med ham over Alperne. Kort efter deres ankomst blev deres første barn Gaius født, og i 19 f.Kr. fødte Julia Vipsania Julia. Efter deres tilbagevenden til Italien fulgte et tredje barn: en søn ved navn Lucius. I 17 f.Kr. adopterede Augustus den nyfødte Lucius og den treårige Gaius. Han tog sig personligt af deres uddannelse. Selvom Agrippa var død i 12 f.Kr., adopterede Augustus ikke den tredje bror, Marcus Vipsanius Agrippa Posthumus, før 4 e.Kr., efter Julias eksil, og efter både Gaius' og Lucius' død.
Nicolaj og Josefus nævner, at under Julias ægteskab med Agrippa rejste hun afsted for at møde Agrippa, hvor han var på felttog. Hun blev fanget i en stormflod i Ilium (Troja) og var nær druknet. Agrippa var rasende, og i sin vrede idømte han de lokale en bøde på 100.000 drakmer. Bøden var et hårdt slag, men ingen ville møde Agrippa for at anmode om en appel. Først efter at Herodes, konge af Judæa, tog til Agrippa for at bede om benådning, trak han bøden tilbage. I foråret 16 f.Kr. påbegyndte Agrippa og Julia en rejse gennem de østlige provinser, hvor de besøgte Herodes. I oktober 14 f.Kr. rejste parret til Athen, hvor Julia fødte sit fjerde barn, Agrippina.
Efter vinteren vendte familien tilbage til Italien. Julia blev hurtigt gravid igen, men hendes mand døde pludseligt i marts 12 f.Kr. i Campania i en alder af 51 år. Han blev begravet i Augustus' mausoleum. Julia navngav den posthume søn Marcus i hans ære. Han kom til at blive kendt som Agrippa Postumus. Umiddelbart efter drengens fødsel, og mens Julia stadig var i sorg, fik Augustus hende forlovet og derefter giftet med Tiberius, hendes stedbror.

### Ægteskab med Tiberius
Efter Agrippas død søgte Augustus at fremme sin stedsøn Tiberius, idet han mente, at dette bedst ville tjene hans egne dynastiske interesser. Tiberius ægtede Julia (11 f.Kr.), men måtte først skilles fra Vipsania Agrippina (Agrippas datter fra et tidligere ægteskab), den kvinde han elskede højt. Sveton hævder, at Tiberius ikke syntes meget om Julias karakter, mens Tacitus hævder, at hun foragtede Tiberius som et ulige match og endda sendte sin far et brev, skrevet af Sempronius Gracchus, hvor hun fordømte ham. Ægteskabet var således ødelagt næsten fra begyndelsen, og den søn, som Julia fødte ham, døde som spæd. I 6 f.Kr., da Tiberius rejste til Rhodos var parret, om ikke tidligere, gået fra hinanden.

### Skandale
Fordi Augustus var hendes legitime far besad Augustus Patria Potestas over hende. Patria Potestas varede indtil pater familias, dvs. Augustus, enten døde eller frigjorde sit barn. Ægteskab havde ingen effekt på Patria Potestas, medmindre det var manus-ægteskab, som var sjældent på dette tidspunkt.
Som datter af Augustus, mor (og også søster) til to af hans arvinger, Lucius og Gaius, og hustru til en anden, Tiberius, syntes Julias fremtid at være sikret for alle. Alligevel blev hun i 2 f.Kr. arresteret for utroskab og forræderi. Augustus sendte hende et brev i Tiberius' navn, hvori han erklærede ægteskabet for ugyldigt (Tiberius opholdt sig på dette tidspunkt på øen Rhodos og var ude af stand til at svare hurtigt). Han hævdede også offentligt, at hun havde lagt planer for hans død. Selvom Augustus på dette tidspunkt havde vedtaget lovgivning som skulle fremme gode familieværdier, kendt som Lex Julia, havde han sandsynligvis kendskab til hendes forbindelser med andre mænd, men tøvede i nogen tid med at rette anklager mod hende. Flere af Julias formodede elskere blev forvist, f.eks. Sempronius Gracchus, mens Iullus Antonius (søn af Marcus Antonius og Fulvia) blev tvunget til at begå selvmord. Andre har mener, at Julias påståede kærester var medlemmer af hendes klike i byen, som ønskede at fjerne Tiberius fra kejserens gunst og erstatte ham med Antonius. Dette ville forklare brevet, skrevet af Gracchus, der bad Augustus om at lov til at Julia blev skillt fra Tiberius.

### Eksil
Da han ikke kunne få sig selv til at henrette sin datter besluttede Augustus i stedet at idømme Julia forvaring på Pandateria, en ø, der måler knap 1,75 kvadratkilometer, uden mænd i syne og med forbud mod at drikke vin. Hendes mor, Scribonia, fulgte med hende i eksil. Hun måtte ikke få besøg, medmindre hendes far havde givet sin tilladelse.
Fem år efter hendes første eksil, omkring år 4 e.Kr., blev Julia flyttet til Rhegium på fastlandet, og Augustus ser ud til at have givet hende en pecilium (ejendom), en årlig indkomst og tilladt hende at gå rundt i byen. På trods af disse forbedringer tilgav Augustus hende aldrig og tillod hende aldrig at vende tilbage til Rom. Denne beslutninger ser ud til at have været upopulært blandt det romerske folk, som flere gange anmodede om, at hun skulle vende tilbage. Julias eksil kastede en lang skygge over Augustus' sidste år. I år 6 e.Kr. blev Julias yngste søn, Agrippa Postumus, forvist på grund af hans voksende uregerlighed. Og i år 8 e.Kr. blev hendes ældste datter Julia den Yngre forvist til Tremirus, ligeledes anklaget for utroskab. Det kan også have været relateret til hendes mand Lucius Aemilius Paullus og en vis Plautius Rufus forsøg på gøre oprør. Det siges, at ved enhver omtale af Julia eller hendes to vanærede børn, ville Augustus bemærke om dem: "Hvis bare jeg aldrig havde giftet mig eller var død barnløs", taget med en lille ændring fra Hektor i Iliaden. Der nævnes mindst en mislykkedes sammensværgelse for at fjerne hende fra fangenskabet. En vis Lucius Audasius og Asinius Epicadus havde planlagt at bortføre hende og hendes søn Agrippa Postumus, hvorfra de blev holdt, og bringe dem til hærene, formentlig for at lave et kup mod Augustus.
Efter Augustus' død i 14 e.Kr., besteg Tiberius tronen. På trods af at have vist en vis sympati over for Julia, da hun oprindeligt var blevet landsforvist, påtvang han hende i stedet hårdere betingelser. Han fratog hendes medgift og årlige indkomst med henvisning til, at Augustus havde undladt at beskrive dem i sit testamente, og efterlod hende dermed nødlidende. Desuden nægtede han hende tilladelse til at forlade hendes hus eller modtage besøg.

### Død
Julia døde i 14 e.Kr., nogen tid efter Augustus' død. Mens de fleste samtidige historikere er enige i, at det var et resultat af Tiberius' handlinger mod hende, er omstændighederne omkring hendes død uklare. Dio Cassius angiver, at Tiberius havde en direkte hånd i hendes død ved at holde hende fængslet, indtil hun var død enten af svækkelse eller sult. Tacitus beretter, at da hun lærte om at Postumus var blevet myrdet, bukkede hun under af fortvivlelse, og hendes helbred forværredes langsomt. Augustus havde udtrykkeligt givet instruktioner i sit testamente om, at hun ikke skulle begraves i hans Augustus' mausoleum.
Samtidig blev hendes påståede elsker Sempronius Gracchus, som havde levet 14 år i eksil på Cercina (Kerkenna-øerne) ud for den afrikanske kyst, henrettet enten på Tiberius' ordre eller på uafhængigt initiativ af L. Nonius Asprenas, Afrikas prokonsul.
Hendes datter Julia døde i år 28 efter 20 års eksil, ligesom sin mor var der i Augustus' testamente skrevet at den yngre Julia ikke måtte begraves i hans grav.

## Kulturelle skildringer

### I oldtidens litteratur
Blandt samtidige forfattere huskes Julia næsten af alle for hendes skamløse og promiskuøse opførsel. Således beskriver Marcus Velleius Paterculus (2.100) hende som "befængt med luksus eller begær", idet han blandt hendes elskere nævner Iullus Antonius, Quintius Crispinus, Appius Claudius, Sempronius Gracchus og Cornelius Scipio. Seneca den Yngre refererer til "utroskabsmænd taget imod i hobetal"; Plinius den Ældre kalder hende for en "exemplum licentiae " (NH 21.9). Dio Cassius nævner "natlige gilder og drikkefester i Forum og endda på Rostra" (romerske historie 55.10). Seneca (De Beneficiis 6.32) fortæller os, at Rostra var stedet, hvor "hendes far havde foreslået en lov mod utroskab", og alligevel havde hun nu valgt stedet for sine "udskejelser". Seneca nævner specifikt prostitution: "udover rollen som ægteskabsbryderske, solgte hun der [i forummet ] sine tjenester og søgte lov til enhver aflad med selv en ukendt elsker."
Macrobius giver uvurderlige detaljer om hendes vittigheder og personlighed. Blandt de frække bemærkninger, han tilskriver hende, er et svar til folks overraskelse over, at hendes børn alle lignede Agrippa: "Jeg tager kun en passager med, når skibets lastrum er fuldt." Om hendes karakter skriver han, at Julia blev fejret i vid udstrækning for hendes elskværdige, empatiske natur og flittighed på trods af hendes sløseri: "[H]un misbrugte sin stilling som heldets darling, og sin fars, selvom hun i andre henseender modtog stor ære for hendes kærlighed til litteratur og omfattende lærdom... og hendes venlighed, medfølelse og mangel på grusomhed."
Sidonius Apollinaris, der skrev i det 5. århundrede, var den første person, der identificerede Julia som figuren Corinna i Ovids Amores.

### I populærkulturen

#### På film og tv
- I BBC Television-dramatiseringen af Jeg, Claudius fra 1976 blev Julia portrætteret af Frances White.[52]
- I den italienske miniserie Imperium: Augustus blev Julia portrætteret af Vittoria Belvedere. Serien fokuserede på forholdet mellem Augustus og Julia, mens han fortæller hende, hvordan han kom til magten.[53] Efter at være blevet tvunget af sin far og Livia ind i et voldeligt ægteskab med Tiberius, indleder hun en affære med Iullus Antonius. Han forsøger efterfølgende at myrde Augustus for at befri Julia fra hans dynastiske planer, hvilket fører til hendes eksil.[54]
- I filmen, The Robe, blev hun spillet af Rosalind Ivan, der gjorde en anakronistisk optræden som Tiberius' hustru.[55]
- I tv-serien Domina fra 2021 blev hun spillet af Liah O'Prey.

## Rolle i fastsættelse af Anno Domini
I 1605 udgav den polske historiker Laurentius Suslyga en pjece (senere citeret af Kepler), som for første gang hævdede, at Jesus blev født på et tidspunkt i årene 6-4 f.Kr., ikke den 25. december 1 f.Kr. som Dionysius Exiguus antydede, men aldrig anførte. Ifølge Dionysius' tidsbestemmelse begyndte den kristne æra angiveligt den 1. januar år 1 e.Kr., omkring en uge efter Jesu fødsel i slutningen af december. Julias fordrivelse fra Rom i 2 f.Kr. blev omtalt i Suslygas kronologiske argument, som forsøgte at fastslå Herodes' død i 4 f.Kr. Suslygas tidsbestemmende ideer om dateringen af Herodes' død baseret på Julia den Ældres eksil er siden blevet udfordret af arkæologer.

## Ægteskaber og fødsler
- 25 f.Kr., Marcellus, indtil hans død i september 23 f.Kr. Ingen børn.
- 21 f.Kr., Marcus Vipsanius Agrippa, indtil hans død i 12 f.Kr. Deres børn:
  - Gaius Cæsar i 20 f.Kr
  - Vipsania Julia (kendt som Julia den Yngre) i ca. 19 f.Kr.
  - Lucius Cæsar i 17 f.Kr
  - Vipsania Julia Agrippina (kendt som Agrippina den Ældre) i 14 f.Kr. (mor til kejser Caligula)
  - Agrippa Postumus i 12 f.Kr. (født posthumt efter Agrippas død).
- 11 f.Kr. gifter Julia sig med sin stedbror Tiberius. Deres barn:
  - En spæd søn, (kaldet "Tiberillus" af moderne historikere), død som spæd.